# X染色體易裂症

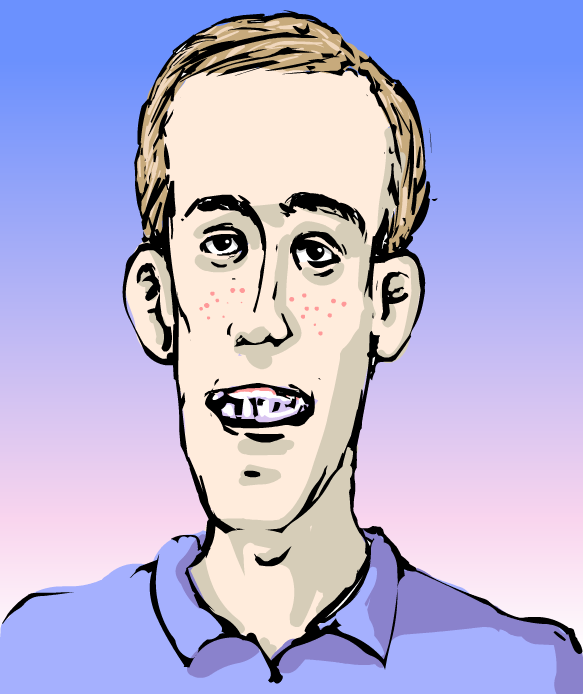
患者的可能外觀特徵，明顯拉長而突出的額頭與下巴，大耳朵、臉部拉長中間凹陷等

X染色體易裂症（Fragile X syndrome (FXS)），或譯X染色體脆折症、染色體易脆症、脆性X染色体综合征等，是一種可能造成智能障礙的病症。患病以男性為主，相較女性嚴重，可能睾丸較大、咬合不正、自閉症、肌肉張力低下，面部下顎向前突出、耳朵較大、臉長、高弓狀硬顎。其他問題包括脊柱前彎、漏斗胸。女性若有一條易裂X染色體，另一條正常，可能只會有輕微的病徵，亦可能是正常的。此症是X聯顯性遺傳病 ，男性較易發病，男性發病率是1/3,600，女性1/4,000~6,000，差距約2倍。
雖然女性因染色體為XX而有較高機率得到突變基因（來自帶因者媽媽的X或帶因者爸爸的X），但若僅其中一條X染色體失活(又叫里昂化Lyonization,失活的X染色體成巴爾氏體)，而只要另一條正常，受到影響的程度會較低。而男性因X為半合子，只有來自媽媽的X，故只要從媽媽得到突變的X就會有嚴重症狀。

## 原因
X染色體易裂症是一種遺傳疾病，由X染色體上的FMR1突變引起。最常見的原因是FMR1基因5'端的非翻譯區中CGG片段的增多。約2,000名男性或259名女性之中，便有一名在此位點有突變。人體自身產生該位點的紊亂在每3,600名男性或4,000-6,000就有一例。雖然自然突變是該疾病的主要病因，但FXS（Fragile X syndrome）也能夠由影響FMR1基因的點突變產生。
一般FMR1基因包括5至44個重覆的CGG核甘酸，最常見的重複次數在29或30次。45-54次的重複次數被認為是處於“灰色地帶”而55-200次重複被認為是前突變。患有X染色體易裂症的完全突變體有超過200個重複的CGG三核甘酸片段。
這個情況造成該段DNA甲基化，令FMR1不被轉譯因而人體將缺乏FMR1的轉譯產物。
FMR1位於Xq27.3，它的甲基化令X染色體在顯微鏡下看起來像「脆裂」的，脆裂的意思是這一片段在顯微鏡下觀察時顯示出明顯的收縮，看起來似乎容易斷裂。
FMR1的突變令FMRP沒有被轉譯。在正常的人體中，FMRP抑制和幫助了一些重要神經元RNA的轉譯，但X染色體易裂症患者的體內，這些RNA沒有翻譯成蛋白質。
最新的研究發現，FMR1的沉默是被FMR1 mRNA調控的，FMR1 mRNA含有轉錄出的CGG重複片段，因此它可以和FMR1基因中的CGG重複片段互補形成RNA-DNA複合體，進而調控該基因的轉錄。

## 外部連結
- CDC’s National Center on Birth Defects and Developmental Disabilities （页面存档备份，存于）
- Gene Reviews （页面存档备份，存于）
- X染色體脆折症問答集(Q&A) （页面存档备份，存于）

Template:Disorders of translation and posttranslational modification

Template:Autism resources